# Kamionna (Trzciana)
Kamionna (früher Kamiona, Kamionka, Osikowa, Osikówka, deutsch Steindorf) ist eine Ortschaft mit einem Schulzenamt der Gemeinde Trzciana im Powiat Bocheński der Woiwodschaft Kleinpolen in Polen.

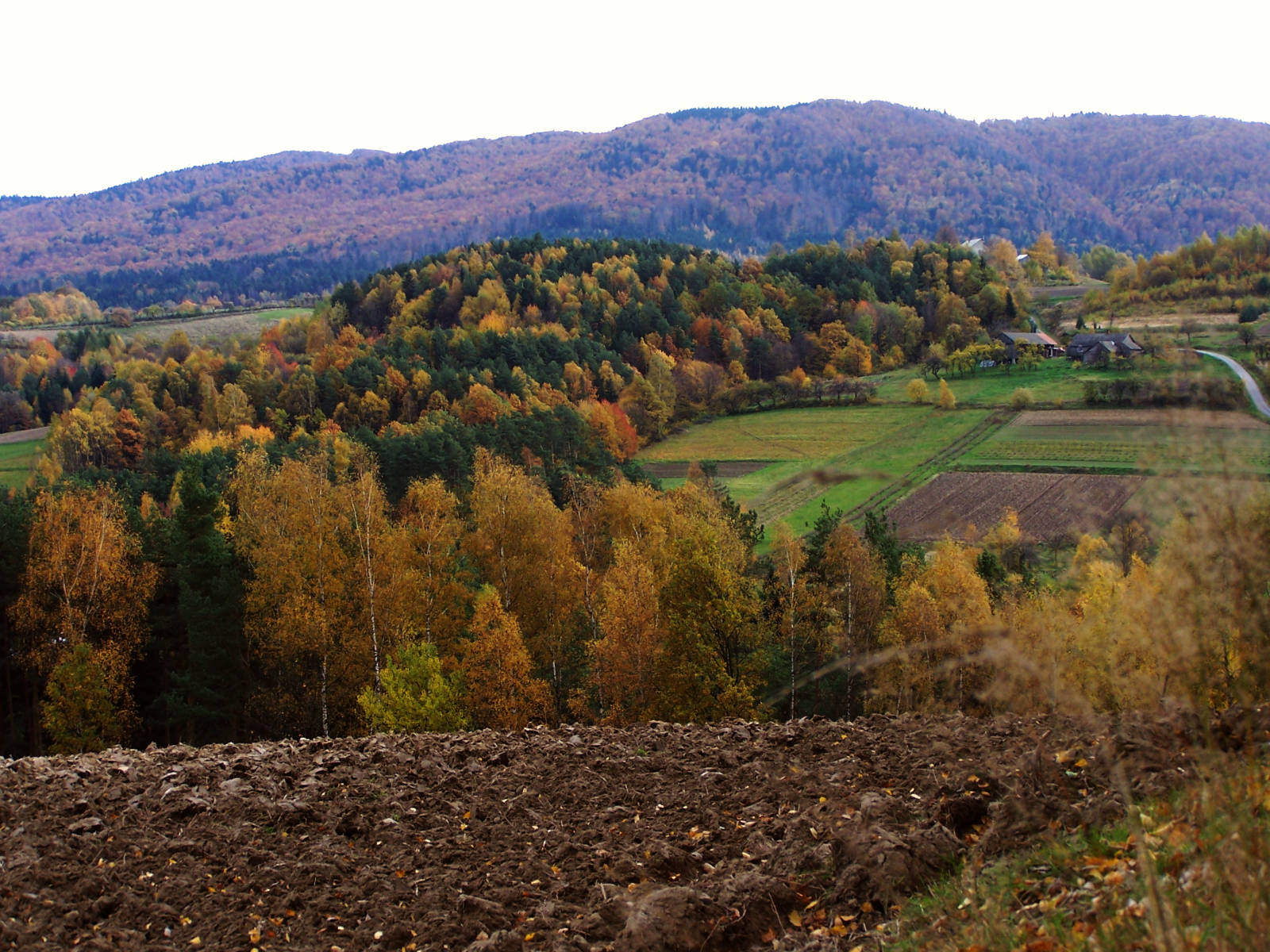
Landschaft in Kamionna

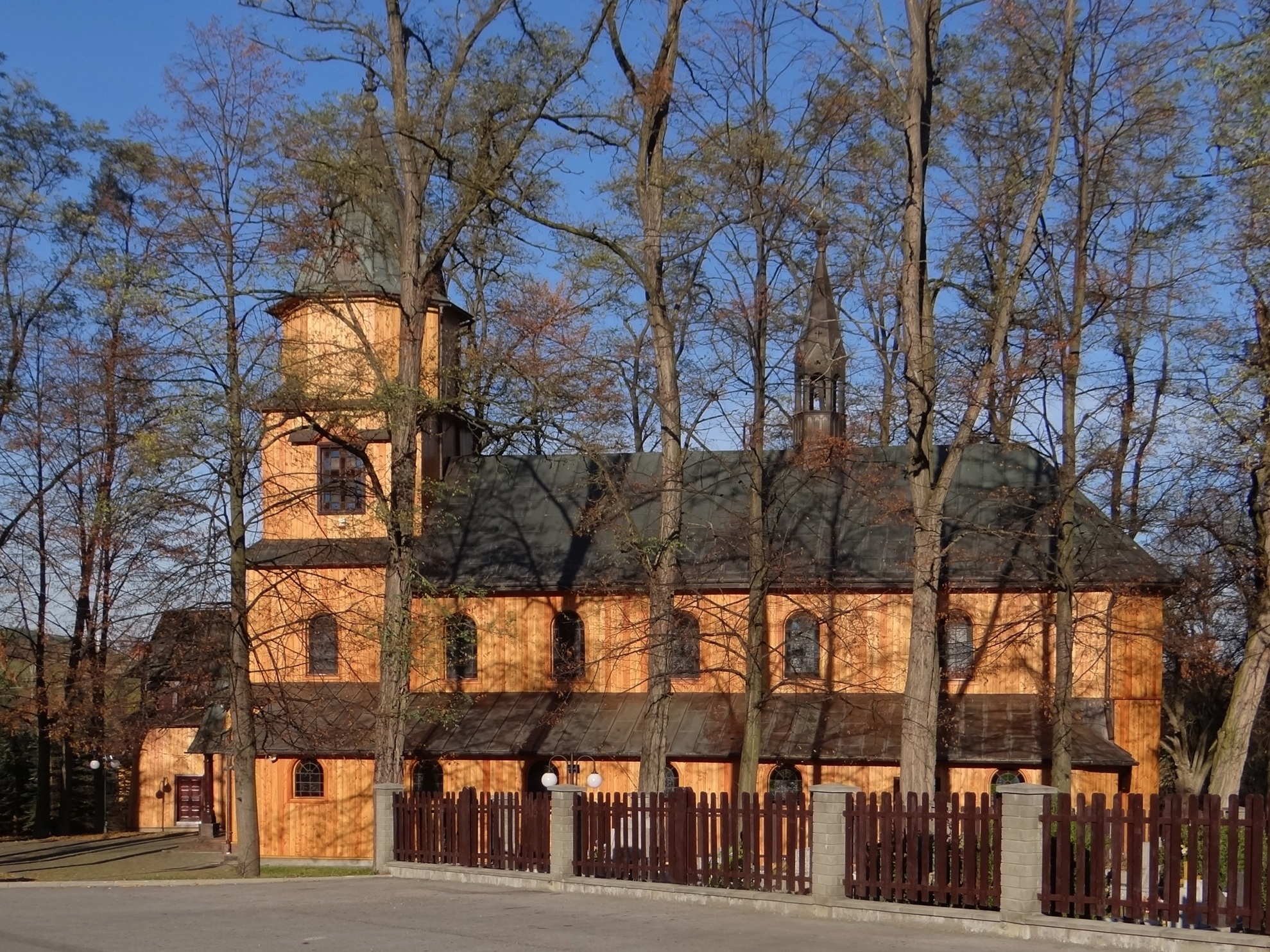
Holzkirche

## Geographie
Der Ort liegt am Bach Kamionka an der Grenze vom Pogórze Wiśnickie im Norden und den Inselbeskiden im Süden. Die Nachbarorte sind Rdzawa und Kierlikówka im Norden, Bełdno im Osten, Żegocina im Südosten, Pasierbiec und Makowica im Süden, sowie Stare Rybie und Nowe Rybie im Westen.

## Geschichte
Der Ort wurde im Jahr 1395 als Kamona erstmals urkundlich erwähnt, als es zum Wilhelm von Podgaje gehörte. 1398 erschien der Nebenname Ossicowca, der bis zum Spätmittelalter benutzt wurde (z. B. von Jan Długosz als Kamyona alias Oss(z)ykowa). Der erste Name ist vom Wort kamień (Stein) abgeleitet, der zweite von osika (Espe).
Politisch zählte der Ort zunächst zum Königreich Polen (ab 1569 in der Adelsrepublik Polen-Litauen), Woiwodschaft Krakau, Kreis Szczyrzyc.  Bei der Ersten Teilung Polens kam Kamionna 1772 zum neuen Königreich Galizien und Lodomerien des habsburgischen Kaiserreichs (ab 1804).
Im Jahre 1785 wurden im Zuge der Josephinischen Kolonisation deutsche Kolonisten römisch-katholischer und lutherischer Konfession angesiedelt. Die Kolonie erhielt den Namen Steindorf. Bis Ende des 19. Jahrhunderts wurden die Nachgeborenen der Kolonisten völlig polonisiert.
1918, nach dem Ende des Ersten Weltkriegs und dem Zusammenbruch der k.u.k. Monarchie, kam Kamionna zu Polen. Unterbrochen wurde dies nur durch die Besetzung Polens durch die Wehrmacht im Zweiten Weltkrieg.
Von 1975 bis 1998 gehörte Kamionna zur Woiwodschaft Tarnów.